# Эрши, Матьяш
Ма́тьяш Э́рши (венг. Eörsi Mátyás; 24 ноября 1954, Будапешт) — венгерский политик, который в данный момент является лидером либеральной фракции Альянс либералов и демократов для Европы (англ. ALDE-PACE) в Парламентской ассамблее Совета Европы (ПАСЕ). В первый раз стал членом ПАСЕ в 1994 году. 6 марта 2009 года правительство Венгрии выдвинуло кандидатуру Эрши на должность Генерального секретаря Совета Европы.
Эрши изучал право в Будапеште и был избран в парламент в 1990 году. Он остается членом национального парламента с того времени. В 1997 году он был назначен политическим государственным секретарем в Министерстве иностранных дел Архивная копия от 16 февраля 2010 на Wayback Machine и проработал на этой должности почти два года.

## Личная информация и профессиональный опыт
Эрши родился в Будапеште в семье евреев-атеистов. Его бабушка, Эрноне Хайду Фанни Ауэр была членом парламента от социал-демократической партии в 1945—1948 гг. Она была арестована режимом Салаши и её пытали в последние месяцы войны. Как стойкая приверженка демократии она была одной из 350 тысяч людей, которые подверглись чисткам во время режима Ракоши начиная с 1946 года. Её снова арестовали и подвергли пыткам. По странному стечению обстоятельств, при двух режимах её пытала одна и та же женщина.
Отец Матьяша Эрши — Дьюла Эрши был профессором права, автором нескольких книг и внес большой вклад в подготовку Конвенции ООН о договорах международной купли-продажи товаров 1980 года. Его мать — Марианна Эрши была учительницей венгерской литературы и грамматики в гимназии. Матьяш Эрши является племянником венгерского писателя и бывшего диссидента Иштвана Эрши.

### Образование
Матьяш Эрши учился в гимназии Kossuth Zsuzsa в Будапеште. Он поступил на юридический факультет Университета Лоранда Этвеша в Будапеште, который он закончил в 1979 году.

### Профессиональная деятельность
Эрши начал свою карьеру юристом венгерской государственной компании в сфере международной торговли. В 1987 году он основал свою собственную юридическую фирму — Эрши и Партнеры. Его фирма, одна из первых частных юридических контор в Венгрии, специализировалась, среди прочего, на коммерческом праве и скоро стала одной из ведущих юридических фирм Будапешта. Хотя сейчас г-н Эрши является профессиональным политиком, он до сих пор выступает в роли арбитра в Арбитражном суде при венгерской Торгово-промышленной палате Архивная копия от 14 марта 2009 на Wayback Machine.

## Политическая биография
В 1988 году Эрши выступил одним из основателей либеральной партии SZDSZ, одной из первых демократических партий Венгрии. В этой роли он принимал участие в так называемых Национальных переговорах — серии переговоров между Коммунистической партией и только что появившейся оппозицией касательно правил перехода к демократической системе. Год спустя, как член Центральной избирательной комиссии, он был одним из тех, кто отвечал за исторический референдум по поводу важнейших конституционных вопросов. В 1989 году Эрши был избран в парламент на первых свободных общих выборах Венгрии. Во время своей первой парламентской каденции он был членом Конституционного комитета, в котором готовились и согласовывались большинство законов о конституционных изменениях. В то же время он был членом Комитета по вопросам интеграции в ЕС.

### Внешняя политика, политический государственный секретарь
В 1994 году Матьяш Эрши стал главой Комитета иностранных дел Парламента Венгрии, а в 1997 году его назначили политическим государственным секретарем (первым заместителем министра иностранных дел) в Министерстве иностранных дел. После вступления Венгрии в Европейский союз (2004), Эрши стал главой парламентского Комитета по европейским делам и является им до сих пор.

### Международная деятельность, Совет Европы
Членство в Парламентской Ассамблее Совета Европы (ПАСЕ) с 1994 года стало дополнительным измерением политической карьеры Эрши. ПАСЕ предоставила ему возможность работать над своей личной миссией — содействовать политическим трансформациям и созданию демократических институций с целью обеспечения прав человека и верховенства права. Для продвижения демократических принципов Эрши выполнял ряд заданий по поддержке демократического развития в Европе и не только, в том числе от имени Национального демократического института международных дел (NDI) в Вашингтоне. Он делился венгерским опытом реформ в начале 90-х в таких странах, как Албания, Латвия, во всех странах южного Кавказа, а позднее в Южной Африке, Бурунди, Индонезии, Мали и Черногории. Кроме того, он принимал участие в израильско-палестинском мирном процессе, а в 2007 году он посетил Кубу для того, чтобы поделиться венгерским опытом с оппозицией. В ПАСЕ, начиная с 2000 года, Матьяш Эрши следил за демократическими реформами в Грузии как докладчик Ассамблеи и неоднократно был главой миссий по наблюдению за проведением выборов. Он подготовил несколько докладов в Ассамблее, но особую гордость у него вызывают три из них. Доклад по Кипру (2004) был поддержан всеми участниками процесса, что беспрецедентно в истории Ассамблеи. Его недавний доклад об отношении к памятникам, которые стали объектом различных исторических толкований  (2009), был также утвержден консенсусом и его приветствовали члены ПАСЕ как от Эстонии, так и от России. Его отчет о Балканах(2006) содержал широкий набор рекомендаций касательно европейской помощи гражданам балканских стран.

## Семья
Жена Матьяша Эрши — Каталин работает биологом в Центре химических исследований Академии наук Венгрии. У них трое детей: Мартон (27 лет) — юрист, Джулия (25) — социолог и Петер (18) — выпускник школы.

## Награды
- Орден Победы имени Святого Георгия (2011, Грузия)[7].